# Patriarchat (Kirche)
Ein Patriarchat (von πατήρ patḗr ‚Vater‘ und αρχή archḗ ‚Anfang/Ursprung‘) ist in vorreformatorischen Kirchen eine kirchliche Verwaltungseinheit (griech. διοίκηση, eingedeutscht Diözese) und ein Jurisdiktionsbereich, der eine eigene Teilkirche bildet und zu dem weitere Diözesen gehören. Oberhaupt des Patriarchats ist ein Bischof mit dem Titel Patriarch, der den übrigen Diözesanbischöfen in seinem Patriarchat übergeordnet ist, wobei seine genauere Rechtsstellung von Epoche zu Epoche und von Teilkirche zu Teilkirche stark variiert. Auch die Amtszeit eines Patriarchen wird Patriarchat genannt.
Patriarchate gibt es in den orthodoxen und altorientalischen Kirchen sowie in der römisch-katholischen Kirche.

## Alte Kirche
In der Alten Kirche entstanden in den Regionen des römischen Reiches Obermetropolien, die die Vorherrschaft in ihrem Gebiet innehatten. Daraus entwickelten sich die fünf altkirchlichen Patriarchate, die als Pentarchie im Römischen Reich die gesamte damalige Weltkirche abbildeten. Vier sind heute orthodoxe Patriarchate und das fünfte Patriarchat Rom bildet die Lateinische Kirche, der Patriarchentitel wurde aber zwischen 2006 und 2024 nicht geführt.

### Historische Entwicklung

#### Herausbildung des Bischofsamtes
Nachdem sich im 2. Jahrhundert anstatt der kollegialen Leitung durch Gemeindeälteste (Presbyter) die Bischofskirche durchgesetzt hatte, war das zentrale Element der kirchlichen Leitung das Bischofsamt. Autorität und Würde dieses Amtes entsprangen der Apostolischen Sukzession: Jeder Bischof galt über eine lange Reihe von Vorgängern als Nachfolger der Apostel. Bei Ignatius von Antiochien tendierte seine fast monarchische Autorität bereits zu einer umfassenden Lehr-, Weihe- und Jurisdiktionsgewalt.

#### Diokletian & Konstantin
Durch die diokletianische Verwaltungsreform Ende des 3. und Anfang des 4. Jahrhunderts wurde das Römische Reich in drei Präfekturen neu gegliedert:
- Praefectus praetorio Illyrici, Italiae et Africae
- Praefectus praetorio Galliarum
- Praefectus praetorio per Orientem

Die Präfekturen gliederten sich weiter in die staatlichen Diözesen (unter Diokletian 12, je vier pro Präfektur). Zu jeder Diözese gehörten die einzelnen Provinzen. Der dritten Präfektur Praefectus praetorio per Orientem gehörten unter Diokletian die vier Diözesen Thrakien, Asia, Pontus und die Diözese des Orients (auch des Ostens) an.
Unter Kaiser Konstantin dem Großen wurde Ägypten aus der Diözese des Orients ausgegliedert und zu einer eigenständigen, fünften Diözese geformt.

#### Konzil von Nicäa: Metropolitanverfassung (325)
Auf dem von Konstantin einberufenen Konzil von Nicäa wurde 325 die so genannte „Metropolitanverfassung“ eingerichtet:

„Die alte Sitte soll in Ägypten, Libyen und Pentapolis Bestand halten, dass der Bischof von Alexandrien über dies alles die Obergewalt innehat, da auch dem Bischof von Rom dies zukommt. Auf gleiche Weise sollen sowohl der Kirche von Antiochien als auch den anderen Exarchien den Kirchen ihre Vorrechte gewahrt bleiben.“

In der Folge bildeten sich darauf aufbauend die kirchlichen Verwaltungsgebiete (kirchliche Diözesen) heraus, aus denen sich später die Patriarchate entwickelten. Die Präfekturen Praefectus praetorio Illyrici, Italiae et Africae und Praefectus praetorio Galliarum bildeten das durch das Patriarchat von Rom verwaltete westliche Abendland (Okzident). In Ägypten bildete sich das Patriarchat von Alexandrien (Alexandrien). Das Patriarchat von Antiochien erbte das Gebiet der staatlichen Diözese des Orients. Die übrigen staatlichen Diözesen Thrakien, Asia und Pontus hatten möglicherweise zunächst eigene Patriarchate.

#### Konzilien von Konstantinopel (381) und Chalcedon (451)
Auf dem Konzil von Konstantinopel 381 erhielt der Bischof von Konstantinopel die Rechte eines Obermetropoliten für die übrigen Diözesen Thrakien, Asia und Pontus. Die Bestrebungen Konstantinopels, den ersten Rang nach Rom zu erlangen, wurden auf diesem Konzil ebenfalls erfüllt. Der dortige Bischof erhielt den Ehrenvorrang nach Rom. Auf dem Konzil von Chalcedon 451 wird auch dem Bischof von Jerusalem ein Jurisdiktionsvorrang eingeräumt.

### Pentarchie
Erst Kaiser Justinian I. kodifizierte in der ersten Hälfte des sechsten Jahrhunderts diese Obermetropoliten als die fünf Patriarchen, die gemeinsam die Pentarchie (altgriechisch für ‚Fünfherrschaft‘) bildeten. Diese Hierarchie wurde auch in der 5. Konstitution des Vierten Laterankonzils im Jahre 1215 bestätigt. Die Patriarchate waren untereinander ranggleich und standen zueinander in einer festen Ehrenordnung, deren Spitze Rom mit den Gräbern der Apostel Petrus und Paulus als Primus inter pares bildete.
- Patriarchat des Abendlandes, gegründet durch die Apostel Petrus und Paulus
- Patriarchat von Konstantinopel, gegründet durch den Apostel Andreas
- Patriarchat von Alexandria, gegründet durch den Evangelisten Johannes und Markus
- Patriarchat von Antiochia, gegründet durch den Apostel Petrus
- Patriarchat von Jerusalem, gegründet durch alle Apostel

Durch ihre Communio vermittelten die fünf den Diözesen in ihrer Jurisdiktion die Kirchengemeinschaft mit allen Ortskirchen und waren Garanten der Einheit der Weltkirche. Zur Klärung von Konflikten bediente man sich der Konzilien.
Im Verlauf der Kirchengeschichte wurde die patriarchale Leitung der Gesamtkirche durch Schismen aufgegeben beziehungsweise unwirksam. Aus den Patriarchaten bildeten sich eigenständige Kirchen: Das Patriarchat des Abendlandes wurde zum Zentrum der Lateinischen Kirche, das Patriarchat von Konstantinopel der Orthodoxen Kirchen, das Patriarchat von Antiochien der Armenischen Kirche und der Syrischen Kirche von Antiochien, das Patriarchat von Alexandrien der Koptischen und Äthiopischen Kirche.

### Katholikate
Die Oberbischöfe der Kirchen außerhalb des Römischen Reiches führten zunächst den Titel Katholikos, später zusätzlich, neuzeitlich auch allein, den eines Patriarchen. Die wichtigsten Katholikate waren und sind:
- Katholikat Seleukia-Ktesiphon, daraus entstanden die Assyrische Kirche des Ostens und das chaldäisch-katholische Patriarchat von Bagdad
- Katholikat Armenien, daraus entstand die Armenische Apostolische Kirche und deren Katholikat von Kilikien, sowie das armenisch-katholische Patriarchat von Kilikien
- Katholikat Georgien, daraus entstand die Georgische Orthodoxe Apostelkirche
- Katholikat Maphrianat (Katholikat des Ostens oder Katholikat von Indien), daraus entstanden die Malankara Orthodox-Syrische Kirche und Malankara Syrisch-Orthodoxe Kirche

## Orthodoxie
Seit dem Morgenländischen Schisma gehören vier der altkirchlichen Patriarchate zu den byzantinisch-orthodoxen Kirchen:
- Ökumenisches Patriarchat von Konstantinopel in Istanbul, nach eigenem Anspruch weltweit auch zuständig für lokale Bistümer und Erzbistümer, die keinem anderen Patriarchat unterstehen;
- Griechisch-Orthodoxes Patriarchat von Alexandrien und ganz Afrika, Residenz in Alexandria;
- Patriarchat von Antiochien und dem Ganzen Orient, Residenz in Damaskus;
- Griechisches Patriarchat von Jerusalem.

Im 11. Jahrhundert entstand das
- Patriarchat von Georgien.

Im Gefolge der Slawenmission entstanden die Patriarchate der nachkaiserlichen Zeit:
- Patriarchat von Moskau und Ganz Russland, seit 1589 im fünften Ehrenrang;
- Patriarchat von Serbien, Belgrad, seit dem 14. Jahrhundert mit Unterbrechungen;
- Patriarchat von Bulgarien, seit 918 mit Unterbrechungen, in Sofia;
- Patriarchat von Rumänien, seit 1925, Bukarest;
- Katholikat von Abchasien, seit dem 16. Jahrhundert bis 1814.

Nichtkanonische Patriarchate:
- das Patriarchat von Kiew und der ganzen Ukraine, in Kiew; (ohne Zustimmung des Moskauer Patriarchats abgespalten; im Gegensatz zur Metropolie von Kiew und der ganzen Ukraine Moskauer Patriarchats).
- Kroatisch-Orthodoxe Kirche, während des Zweiten Weltkrieges; (ohne Zustimmung abgespalten und im Gegensatz zum Serbischen Patriarchat).
- Türkisch-Orthodoxes Patriarchat, Istanbul; (ohne Zustimmung abgespalten und im Gegensatz zum Ökumenischen Patriarchat von Konstantinopel).

## Römisch-katholische Kirche
Das Patriarchat des Abendlandes in Rom war das einzige der fünf altkirchlichen Patriarchate im Weströmischen Reich. Aus diesem entwickelte sich die Lateinische Kirche, die die größte Kirche eigenen Rechts der römisch-katholischen Kirche bildet, und das Papsttum. Historisch gesehen übt der Papst die patriarchale Jurisdiktion über die Lateinische Kirche und alle Partikularkirchen aus, die keiner anderen patriarchalen Jurisdiktion angehören.
Der von den Päpsten seit dem 5. Jahrhundert geführten Titel Patriarch des Abendlandes wurde 2006 von Papst Benedikt XVI. abgelegt. Papst Franziskus führte den Titel im April 2024 wieder ein.
Neben Rom gibt es noch weitere Patriarchate in der römisch-katholischen Kirche, fünf in der Lateinischen Kirche und acht in den Katholischen Ostkirchen. Zu unterscheiden sind die Patriarchate, in denen der Patriarch eine eigene patriarchale Jurisdiktion über Teilgebiete der Gesamtkirche ausübt (große Patriarchate), und die Titularpatriarchate ohne eigene Jurisdiktion (kleine Patriarchate).
Die Jurisdiktionsgewalt des Papstes über die gesamte Weltkirche einschließlich der anderen Patriarchate beruht nicht auf der patriarchalen Jurisdiktion, sondern auf dem Jurisdiktionsprimat. Die Patriarchen der römisch-katholischen Kirche benötigen teilweise die Bestätigung bestimmter Rechtshandlungen durch den Papst.
Eine vergleichbare Stellung, aber keine patriarchale Jurisdiktion besitzen die Großerzbischöfe. Sie sind Oberhäupter katholischer Ostkirchen, die nicht zu den altkirchlichen Patriarchaten oder Katholikaten zählen, oder aus Gründen der Ökumene mit anderen Kirchen keinen Patriarchentitel führen. Bei Großerzbischöfen muss der Papst die Wahl bestätigen, bevor der Erwählte inthronisiert und sein Amt antreten kann. Für Patriarchen ist eine Bestätigung der Wahl nicht erforderlich. Der neugewählte Patriarch bittet den Papst lediglich schriftlich um die sogenannte Ecclesiastica Communio.

### Lateinische Kirche

#### Patriarchate
Patriarchate (große Patriarchate) haben eine eigene Jurisdiktion.
- Lateinisches Patriarchat von Jerusalem, es wurde im Kreuzfahrerstaat 1099 als Patriarchat errichtet und war nach dem Verlust Jerusalems ab 1291 nur Titularpatriarchat mit Sitz in San Lorenzo fuori le mura in Rom. Am 23. Juli 1847 wurde es wiedererrichtet mit Jurisdiktion über Israel, Palästina, Jordanien und Zypern.

#### Titularpatriarchate
Titularpatriarchate (kleine Patriarchate) besitzen keine Jurisdiktion.
Es gibt zwei titulare Patriarchate mit einem residierenden Patriarchen:
- Patriarchat von Venedig (hierher 1451 vom Patriarchat von Grado übertragen)
- Patriarchat von Lissabon, seit 1716

Zudem existieren zwei titulare Patriarchate ohne Hierarchie:
- Patriarchat von Ostindien, früherer Sitz in Goa, heute titular; seit 1886 (der Patriarchentitel wird heute traditionell an den Erzbischof von Goa und Daman vergeben).
- Patriarchat von Westindien (América hispana), der Großkaplan (Armeebischof) des spanischen Heeres trug den Patriarchentitel, seit 1524; nicht mehr besetzt seit 1963; von 1540 bis 1920 trug der Erzbischof von Toledo diesen Titel

#### Ehemalige Patriarchate
Es gibt in der Lateinischen Kirche sechs ehemalige Patriarchate, deren patriarchaler Titel durch den Papst aufgehoben wurde.
- Patriarchat von Aquileia, entstand durch eine Abspaltung von der römischen Kirche im Dreikapitelstreit im Jahr 567.
- Patriarchat von Grado, spaltete sich 40 Jahre später vom Patriarchat von Aquileia ab, nachdem der Patriarch Candidianus von Aquileia die Gemeinschaft mit Rom gesucht hatte. Dieses wurde 1451 von Papst Nikolaus V. aufgelöst und stattdessen das Patriarchat von Venedig eingerichtet. Das weiter bestehende Patriarchat Aquileia wurde von Papst Benedikt XIV. am 6. Juni 1751 aufgelöst.
- Lateinisches Patriarchat von Äthiopien, gab es zeitweise im 16. und 17. Jahrhundert

Während der Kreuzzüge wurden in Konkurrenz zu den alten, orthodoxen Patriarchaten die Lateinischen Patriarchate des Ostens gegründet. Nach dem Zerfall der Kreuzfahrerstaaten wurden diese als Titularpatriarchate weitergeführt und im Gegensatz zum Jerusalemer Patriarchat nicht wiederhergestellt. Im Zuge der Ökumene mit der Orthodoxie wurden diese 1964 nach dem Zweiten Vatikanum nach mehreren Jahren der Vakanz aufgehoben:
- Lateinisches Patriarchat von Antiochien
- Lateinisches Patriarchat von Konstantinopel
- Lateinisches Patriarchat von Alexandria

### Katholische Ostkirchen
Die acht Patriarchate der Katholischen Ostkirchen verfügen allesamt über eine patriarchale Jurisdiktion.
- Koptisch-katholisches Patriarchat von Alexandria (Residenz in Kairo), seit 1824 bzw. 1895
- Maronitisches Patriarchat von Antiochien und des ganzen Orients (Residenz in Bkerkhe, Libanon)
- Syrisch-katholisches Patriarchat von Antiochia (Residenz in Beirut)
- Melkitisches Patriarchat von Antiochien (26 Jurisdiktionen)
  - von Antiochien und dem ganzen Morgenland (Damaskus)
  - von Alexandria und ganz Afrika (Alexandria), seit 1838, vormals ab 1772 als melkitische Administratur zu Antiochien gehörend; Jurisdiktion über Ägypten, den Sudan und den Südsudan
  - von Jerusalem (Jerusalem), seit 1838, vormals ab 1772 als melkitische Administratur zu Antiochien gehörend; Jurisdiktion über Jerusalem und den Palästinensischen Autonomiegebieten
- Chaldäisches Patriarchat von Bagdad (Residenz in Bagdad), seit 3. Jhd. bzw. 1553, bis 2022 Patriarchat von Babylon
- Armenisch-katholische Patriarchat von Kilikien (Residenz in Beirut)

Die Melkitisch-griechischen Kirche gliedert sich in drei große Jurisdiktiongebiete auf, und der melkitische Patriarch trägt den Titel dreier Patriarchalsitze (Antiochien und das ganze Morgenland; Jerusalem; Alexandria und ganz Afrika), in den übrigen jeweils einen.

## Altorientalische Kirchen
In den orientalisch-orthodoxen Kirchen ist der Patriarch (in der armenischen Kirche mit dem Titel Katholikos) jeweils das Kirchenoberhaupt. Zu den altorientalischen Patriarchaten gehören, sortiert nach Ritus:
Antiochenischer Ritus
- Patriarchat von Antiochia und dem ganzen Orient, (Jakobiten), Sitz: Damaskus
- Katholikat des Orients, Sitz: Kottayam, Kerala (Indien) (im Gegensatz zum Katholikat von Indien, abhängig vom jakobitischen Patriarchat von Antiochien und dem ganzen Orient)

Alexandrinischer Ritus
- Patriarchat von Alexandria und ganz Afrika, (Kopten), Sitz: Kairo, Alexandria
- Patriarchat von Äthiopien, Sitz: Addis Abeba, autokephal seit 1950, Patriarchat seit 1959
- Patriarchat von Eritrea, Sitz: Asmara, Patriarchat seit 1998

Armenischer Ritus (Armenisch-apostolische Kirche)
- Armenisches Patriarchat und Katholikat aller Armenier, Kathedra: Etschmiadsin; Sitz: Vagharshapat
- Katholikat von Kilikien, vor 1915: von Sis, Sitz: Antelias
- Patriarchat von Jerusalem der Armenischen Apostolischen Kirche
- Patriarchat von Konstantinopel der Armenischen Apostolischen Kirche

Ostsyrischer Ritus (Nestorianer)
- Katholikat und Patriarchat der Assyrischen Alten Kirche des Orients, Kathedra: Seleukia-Ktesiphon (Babylon); Sitz: Ankawa, Erbil, Irak
- Katholikat und Patriarchat der Alten Kirche des Orients, Bagdad, Patriarchat seit 1968, (spaltete sich ab von der Assyrischen Alten Kirche des Orients)

Einige Kirchenoberhäupter tragen den Titel Katholikos, zusätzlich oder anstelle eines Patriarchentitels. Im Armenischen Ritus stehen Patriarchen im Rang unter den Katholikoi. Währenddessen kennt Antiochia mit dem „Katholikoi von Indien“ auch Katholikoi, die Kirchen vorstehen die keine Autokephalie besitzen.